# Lenguas jola
Las lenguas jola, joola o diola forman un continuo dialectal de lenguas habladas en Senegal, Gambia y Guinea-Bissau. Filogenéticamente, estas lenguas se clasifican dentro de la rama Bak de las lenguas atlánticas occidentales que a su vez formarían parte de la familia lingüística Níger-Congo.

## Glotónimo
El término  jola es un exónimo, y provendría del mandinga joolaa 'el que paga'. No existe un endónimo general utilizado por todos los hablantes de lenguas jola.

## Clasificación
Las ramas primarias del grupo jola propiamente dicho y, hasta cierto punto, del jola central no son mutuamente inteligibles. Las principales variedades son:
- Bayot
- Jola (propiamente dicho)
  - Kwatay (Kuwaataay), hablado a lo largo de la costa al sur del río Casamance.
  - Karon–Mlomp
    - Karon, hablado a lo largo de la costa de Casamance al sur de Diouloulou.
    - Mlomp

  - Jola central
    - Jola-Fonyi (Kujamatay), hablado alrededor de Bignona.
    - Bandial, hablado en una pequeña área al sur del río Casamance.
    - Gusilay, hablado en la aldea de Thionck Essyl.
    - Jola-Felupe (Ediamat), hablado en un puñado de aldeas al sur de Oussouye en el departamento de Oussouye. El keerak podría ser un dialecto.
    - Kasa (jola), hablado alrededor de Oussouye.

## Descripción lingüística

### Bayot
Bayot, hablado alrededor de Ziguinchor, es gramaticalmente una lengua jola, que tiene un sistema pronominal de origen ajeno al jola. Además, tal vez la mitad de su vocabulario no es origen jola e incluso no pare de origen atlántico occidental. Por lo tanto, podría tratarse de un lengua aislada con un préstamo masivo procedente del grupo jola (relexificación). En cualquier caso, el bayot es claramente distinto de (otras) lenguas jola.

### Reconstrucción
Algunas reconstrucciones proto-Joola de raíces léxicas estables por Segerer (2016) son:
| GLOSA     | Proto-Joola |
| --------- | ----------- |
| 'tomar'   | *-ŋar       |
| 'hablar'  | *-lɔb       |
| 'lluvia'  | *-lʊb       |
| 'vientre' | *-Ar        |
| 'ojo'     | *-Kil       |
| 'rodilla' | *-juul      |
| 'nariz'   | *-ɲend      |
| grasa     | *-tɔf       |
| 'morir'   | *-kɛt       |
| 'hígado'  | *-iɲ        |
| 'morder'  | *-rʊm       |
| 'boca'    | *-tum       |

## Comparación léxica
Los numerales reconstruidos para diferentes grupos de lenguas bak-bijago son:
| GLOSA | Bayot       | Bayot       | Jola     | Jola     | Jola         | Jola     | Jola             | Jola     | PROTO-JOOLA   |
| GLOSA | Bayot (GNB) | Bayot (SEN) | Bandial  | Gusilay  | Foñi (Dyola) | kaasa    | karon            | kwatay   | PROTO-JOOLA   |
| ----- | ----------- | ----------- | -------- | -------- | ------------ | -------- | ---------------- | -------- | ------------- |
| '1'   | ɛndon       | 'ɛndon      | 'jɐnʊɾ   | janʊr    | jəkon        | 'jɐnɔ    | jɔːnɔːl          | hifeːneŋ | *jano(r)      |
| '2'   | tɪgˑga      | 'ɪɾɪɡːə     | 'suːβɐ   | suːβa    | sigaba       | 'sil̥uβə  | susupək          | kúsuba   | *sigaba       |
| '3'   | fɜzɪ        | i'feɟi      | si'fʰəʝi | sifːəɟi  | sifeːɡiːr    | si'həːɟi | sihəːciːl        | kíhaːji  | *-feɟi(r)     |
| '4'   | iβɛɪ        | ɪ'βɛj       | sɪ'bɐɣɪɾ | sɪbːaɣɪr | sibaːkiːr    | sɪ'bɐkɪː | sɪpɐːkɪːl        | kibaːkir | *sɪ-bɐːkɪː(r) |
| '5'   | oɾɔ         | 'ɔɾɔ        | fʊ'tɔx   | fʊtɔx    | futɔk        | hʊ'tɔk   | ɪsɐk             | hutok    | *fʊtɔk        |
| '6'   | 5 + 1       | 5 + 1       | 5 + 1    | 5 + 1    | 5 + 1        | 5 + 1    | 5 + 1            | 5 + 1    | *5+1          |
| '7'   | 5 + 2       | 5 + 2       | 5 + 2    | 5 + 2    | 5 + 2        | 5 + 2    | 5 + 2            | 5 + 2    | *5+2          |
| '8'   | 5 + 3       | 5 + 3       | 5 + 3    | 5 + 3    | 5 + 3        | 5 + 3    | 5 + 3            | 5 + 3    | *5+3          |
| '9'   | 5 + 4       | 5 + 4       | 5 + 4    | 5 + 4    | 5 + 4        | 5 + 4    | 5 + 4            | 5 + 4    | *5+4          |
| '10'  | gʊtˑtɪɛ     | ʊ'sɛβɔkɔ    | ɣʊ'ɲɛn   | ɡʊɲɛn    | uɲɛn         | kʊ'ŋɛn   | ŋɐːsʊwɐn susupək | sumoŋu   | *ɡʊ-'ɲɛn      |